# Liaoxipterus
Liaoxipterus („křídlo z (bývalé provincie) Liao-si“) byl rod pterodaktyloidního ptakoještěra z čeledi Istiodactylidae, který žil v období spodní křídy (geologický věk barrem až apt, asi před 120 miliony let) na území dnešní severovýchodní Číny (provincie Liao-ning, prefektura Čchao-jang).

## Popis
Holotyp ptakoještěra s označením CAR-0018 představuje nekompletní čelistní kosti (mandibuly) o kompletní délce 161 mm. Liaoxipterus byl tedy spíše menším druhem ptakoještěra, odhadované rozpětí jeho křídel činilo jen asi 1,2 metru. Zachovaná jazylková kost dokládá, že tento létající plaz mohl být vybaven dlouhým úzkým jazykem, díky kterému se možná dostával k hmyzu ukrytému v dutinách stromů. Formálně popsán byl dvojicí čínských paleontologů v roce 2005.

## Zařazení

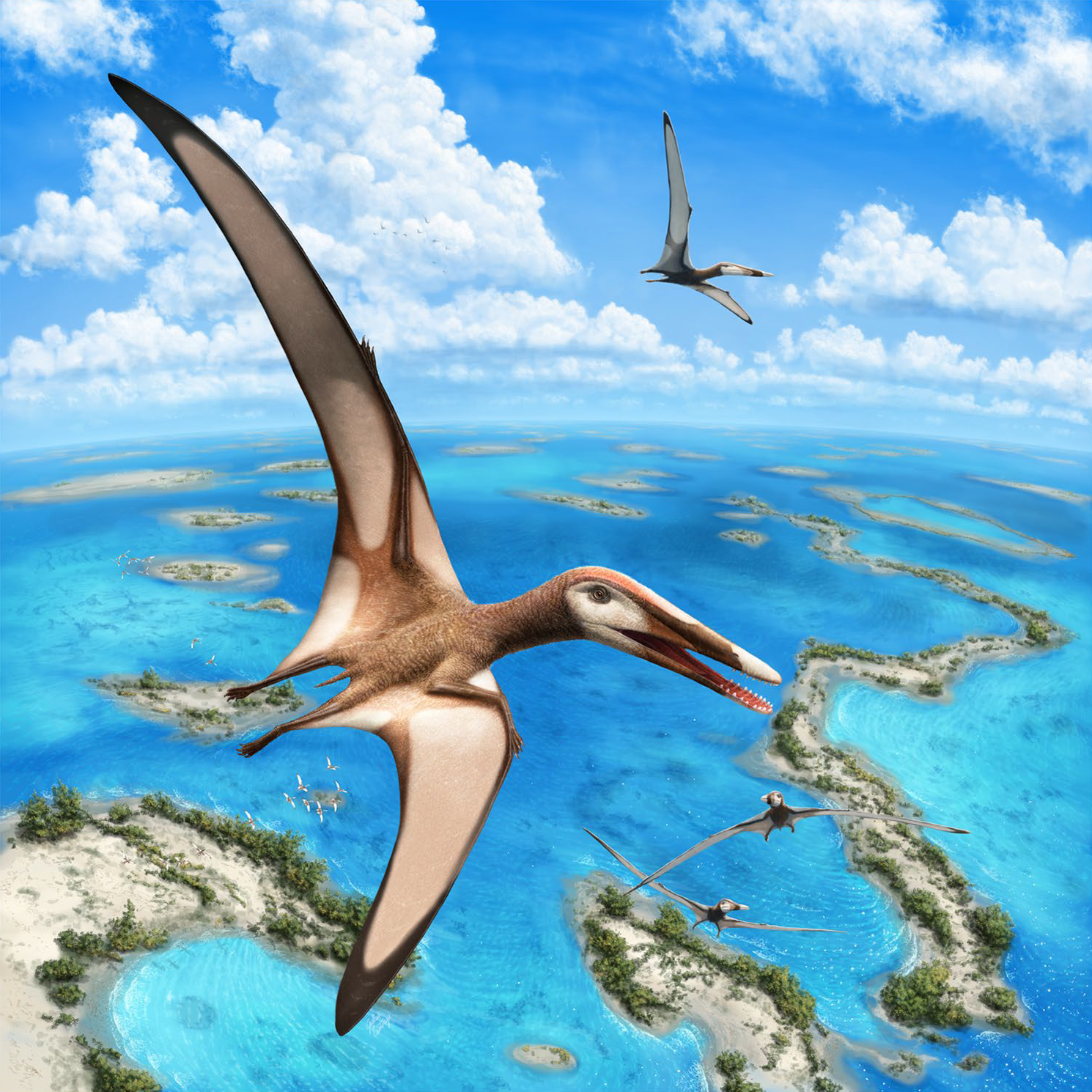
Příbuzný rod Mimodactylus z Libanonu.

Blízce příbuznými rody liaoxiptera jsou Istiodactylus (který propůjčil celé čeledi své jméno), dále Nurhachius a nejnověji také geologicky mladší rod Mimodactylus.